# Élections européennes de 2014 dans le Sud-Est
Les élections européennes de 2014 se sont déroulées du 22 au 25 mai selon les pays, et le dimanche 25 mai 2014 en France.
Le vote s'est déroulé à la représentation proportionnelle à la plus forte moyenne dans le cadre de circonscriptions groupant plusieurs régions. Ce cadre est conservé en 2014.

## Répartition partisane des députés européens du Sud-Est sortants
Les 13 députés européens du Sud-Est étaient répartis comme suit :
| Parti français                    | Députés | Parti européen                      | Groupe parlementaire |
| --------------------------------- | ------- | ----------------------------------- | -------------------- |
| Union pour un mouvement populaire | 5       | Parti populaire européen            | PPE                  |
| Europe Écologie Les Verts         | 3       | Parti vert européen                 | Verts/ALE            |
| Parti socialiste                  | 2       | Parti socialiste européen           | S&D                  |
| Front national                    | 1       | Alliance européenne pour la liberté | Non-inscrit          |
| Mouvement démocrate               | 1       | Parti démocrate européen            | ADLE                 |
| Front de gauche (PCF, PG)         | 1       | Parti de la gauche européenne       | GUE/NGL              |
| Total                             | 13      |                                     |                      |

## Résultats de la circonscription
Les 23 listes sont présentées dans l'ordre décroissant des résultats.
|                  | Nombre de voix | % inscrits | % votants |
| ---------------- | -------------- | ---------- | --------- |
| Inscrits         | 7 982 510      | 100,00     |           |
| Abstentions      | 4 553 245      | 57,04      |           |
| Votants          | 3 429 265      | 42,96      |           |
| Bulletins blancs | 80 599         | 1,01       | 2,35      |
| Bulletins nuls   | 30 503         | 0,38       | 0,89      |
| Exprimés         | 3 318 163      | 41,57      | 96,76     |

| Liste Parti | Liste Parti                                                                                    | Tête de liste 2e sur la liste Candidats notables                                                         | Voix    | % exprimés | Sièges |
| ----------- | ---------------------------------------------------------------------------------------------- | --- | ------- | ---------- | ------ |
|             | « Front national »                                                                             | Jean-Marie Le Pen Marie-Christine Arnautu Bruno Gollnisch (3e) Stéphane Ravier (7e) David Rachline (19e) | 935 182 | 28,18      | 5      |
|             | « Pour la France, agir en Europe avec Renaud Muselier » Union pour un mouvement populaire      | Renaud Muselier Françoise Grossetête Michel Dantin (3e)                                                  | 743 343 | 22,40      | 3      |
|             | « Choisir notre Europe » Parti socialiste - Parti radical de gauche                            | Vincent Peillon Sylvie Guillaume Zaki Laïdi (3e)                                                         | 394 114 | 11,88      | 2      |
|             | « Europe Écologie » Europe Écologie Les Verts                                                  | Michèle Rivasi Karim Zéribi Coline Serreau (25e)                                                         | 309 168 | 9,32       | 1      |
|             | « UDI • MoDem • les Européens • Liste soutenue par François Bayrou et Jean-Louis Borloo »      | Sylvie Goulard Thierry Cornillet Childéric Muller (6e)                                                   | 280 091 | 8,44       | 1      |
|             | « L'Europe de la Finance, ça suffit ! Place au peuple ! » Front de gauche »                    | Marie-Christine Vergiat Éric Coquerel                                                                    | 197 754 | 5,96       | 1      |
|             | « Debout la France ! ni système, ni extrêmes avec Nicolas Dupont-Aignan » Debout la République | Gerbert Rambaud Rachel Roussel                                                                           | 130 223 | 3,92       | 0      |
|             | « Nouvelle donne »                                                                             | Jean-Baptiste Coutelis Véronique Lacoste                                                                 | 104 407 | 3,15       | 0      |
|             | « Alliance écologiste indépendante »                                                           | Valérie Mira Jérôme Boetti di Castano                                                                    | 71 153  | 2,14       | 0      |
|             | « Nous Citoyens »                                                                              | Bertrand Lescure Blandine de Suremain                                                                    | 49 638  | 1,50       | 0      |
|             | « Lutte ouvrière - Faire entendre le camp des travailleurs »                                   | Chantal Gomez François Roche                                                                             | 29 872  | 0,90       | 0      |
|             | « Régions et peuples solidaires » Régions et peuples solidaires-Parti de la nation corse       | François Alfonsi Anne-Marie Hautant                                                                      | 24 920  | 0,75       | 0      |
|             | « Force Vie »                                                                                  | Jean-Marie Mure-Ravaud Géraldine Niclausse                                                               | 14 175  | 0,43       | 0      |
|             | « UPR Sud-Est » Union populaire républicaine                                                   | Daniel Romani Anne-Claire Magniez                                                                        | 13 865  | 0,42       | 0      |
|             | « Espéranto langue commune équitable pour l'Europe » Europe Démocratie Espéranto               | Monique Arnaud Pierre Grollemund                                                                         | 5 898   | 0,18       | 0      |
|             | « Parti fédéraliste européen »                                                                 | Alain Malégarie Catherine Guibourg                                                                       | 5 864   | 0,18       | 0      |
|             | « Féministes pour une Europe solidaire »                                                       | Élisabeth Salvaresi Rafig Gharbi                                                                         | 3 371   | 0,10       | 0      |
|             | « Parti pirate Sud-Est » Parti pirate                                                          | Valérie Dagrain Boris Alcaraz                                                                            | 2 130   | 0,06       | 0      |
|             | « Démocratie réelle »                                                                          | Éric Sanson Patricia Mourniac                                                                            | 1 374   | 0,04       | 0      |
|             | « Communistes »                                                                                | Christophe Ricerchi Michelle Desnoyers                                                                   | 771     | 0,02       | 0      |
|             | « Une France royale au cœur de l’Europe » Alliance royale                                      | Emmanuel Guigon Catherine André                                                                          | 397     | 0,01       | 0      |
|             | « Pour une Europe utile aux Français »                                                         | Aurélien Michel Chinda Bandhavong                                                                        | 355     | 0,01       | 0      |
|             | « Mayaud hors bords »                                                                          | Christophe Mayaud Ouarda Belhamel                                                                        | 98      | 0,00       | 0      |

| Nom                     | Parti | Parti | Groupe parlementaire européen |
| ----------------------- | ----- | ----- | ----------------------------- |
| Jean-Marie Le Pen       |       | FN    | Non-inscrits                  |
| Marie-Christine Arnautu |       | FN    | Non-inscrits                  |
| Bruno Gollnisch         |       | FN    | Non-inscrits                  |
| Mireille d'Ornano       |       | FN    | Non-inscrits                  |
| Dominique Martin        |       | FN    | Non-inscrits                  |
| Renaud Muselier         |       | UMP   | PPE                           |
| Françoise Grossetête    |       | UMP   | PPE                           |
| Michel Dantin           |       | UMP   | PPE                           |
| Vincent Peillon         |       | PS    | S&D                           |
| Sylvie Guillaume        |       | PS    | S&D                           |
| Michèle Rivasi          |       | EELV  | Verts/ALE                     |
| Sylvie Goulard          |       | MoDem | ADLE                          |
| Marie-Christine Vergiat |       | FG    | GUE/NGL                       |

## Résultats par régions et par départements

### Corse
|                  | Nombre de voix | % inscrits | % votants |
| ---------------- | -------------- | ---------- | --------- |
| Inscrits         | 229 843        | 100,00     |           |
| Abstentions      | 148 212        | 64,48      |           |
| Votants          | 81 631         | 35,52      |           |
| Bulletins blancs | 1 159          | 0,50       | 1,42      |
| Bulletins nuls   | 490            | 0,21       | 0,60      |
| Exprimés         | 79 982         | 34,80      | 97,98     |

| Liste Parti | Liste Parti                                                                                    | Tête de liste           | Voix   | % exprimés |
| ----------- | ---------------------------------------------------------------------------------------------- | ----------------------- | ------ | ---------- |
|             | « Pour la France, agir en Europe avec Renaud Muselier » Union pour un mouvement populaire      | Renaud Muselier         | 21 044 | 26,31      |
|             | « Front national »                                                                             | Jean-Marie Le Pen       | 18 631 | 23,29      |
|             | « Régions et peuples solidaires » Régions et peuples solidaires-Parti de la nation corse       | François Alfonsi        | 17 207 | 21,51      |
|             | « Choisir notre Europe » Parti socialiste - Parti radical de gauche                            | Vincent Peillon         | 7 528  | 9,41       |
|             | « L'Europe de la Finance, ça suffit ! Place au peuple ! » Front de gauche »                    | Marie-Christine Vergiat | 4 792  | 5,99       |
|             | « Europe Écologie » Europe Écologie Les Verts                                                  | Michèle Rivasi          | 3 501  | 4,38       |
|             | « UDI • MoDem • les Européens • Liste soutenue par François Bayrou et Jean-Louis Borloo »      | Sylvie Goulard          | 2 809  | 3,51       |
|             | « Debout la France ! ni système, ni extrêmes avec Nicolas Dupont-Aignan » Debout la République | Gerbert Rambaud         | 2 340  | 2,93       |
|             | « Nouvelle donne »                                                                             | Jean-Baptiste Coutelis  | 1 026  | 1,28       |
|             | « Nous Citoyens »                                                                              | Bertrand Lescure        | 299    | 0,37       |
|             | « Lutte ouvrière - Faire entendre le camp des travailleurs »                                   | Chantal Gomez           | 279    | 0,35       |
|             | « UPR Sud-Est » Union populaire républicaine                                                   | Daniel Romani           | 184    | 0,23       |
|             | « Force Vie »                                                                                  | Jean-Marie Mure-Ravaud  | 143    | 0,18       |
|             | « Espéranto langue commune équitable pour l'Europe » Europe Démocratie Espéranto               | Monique Arnaud          | 79     | 0,10       |
|             | « Parti pirate Sud-Est » Parti pirate                                                          | Valérie Dagrain         | 44     | 0,06       |
|             | « Féministes pour une Europe solidaire »                                                       | Élisabeth Salvaresi     | 29     | 0,04       |
|             | « Communistes »                                                                                | Christophe Ricerchi     | 20     | 0,03       |
|             | « Alliance écologiste indépendante »                                                           | Valérie Mira            | 11     | 0,01       |
|             | « Démocratie réelle »                                                                          | Éric Sanson             | 6      | 0,01       |
|             | « Parti fédéraliste européen »                                                                 | Alain Malégarie         | 5      | 0,01       |
|             | « Une France royale au cœur de l’Europe » Alliance royale                                      | Emmanuel Guigon         | 3      | 0,00       |
|             | « Mayaud hors bords »                                                                          | Christophe Mayaud       | 2      | 0,00       |
|             | « Pour une Europe utile aux Français »                                                         | Aurélien Michel         | 0      | 0,00       |

#### Corse-du-Sud
|                  | Nombre de voix | % inscrits | % votants |
| ---------------- | -------------- | ---------- | --------- |
| Inscrits         | 106 302        | 100,00     |           |
| Abstentions      | 68 962         | 64,87      |           |
| Votants          | 37 340         | 35,13      |           |
| Bulletins blancs | 508            | 0,48       | 1,36      |
| Bulletins nuls   | 235            | 0,22       | 0,63      |
| Exprimés         | 36 597         | 34,43      | 98,01     |

| Liste Parti | Liste Parti                                                                                    | Tête de liste           | Voix   | % exprimés |
| ----------- | ---------------------------------------------------------------------------------------------- | ----------------------- | ------ | ---------- |
|             | « Pour la France, agir en Europe avec Renaud Muselier » Union pour un mouvement populaire      | Renaud Muselier         | 10 067 | 27,51      |
|             | « Front national »                                                                             | Jean-Marie Le Pen       | 9 059  | 24,75      |
|             | « Régions et peuples solidaires » Régions et peuples solidaires-Parti de la nation corse       | François Alfonsi        | 7 262  | 19,84      |
|             | « Choisir notre Europe » Parti socialiste - Parti radical de gauche                            | Vincent Peillon         | 2 913  | 7,96       |
|             | « L'Europe de la Finance, ça suffit ! Place au peuple ! » Front de gauche »                    | Marie-Christine Vergiat | 1 987  | 5,43       |
|             | « Europe Écologie » Europe Écologie Les Verts                                                  | Michèle Rivasi          | 1 736  | 4,74       |
|             | « UDI • MoDem • les Européens • Liste soutenue par François Bayrou et Jean-Louis Borloo »      | Sylvie Goulard          | 1 461  | 3,99       |
|             | « Debout la France ! ni système, ni extrêmes avec Nicolas Dupont-Aignan » Debout la République | Gerbert Rambaud         | 1 176  | 3,21       |
|             | « Nouvelle donne »                                                                             | Jean-Baptiste Coutelis  | 482    | 1,32       |
|             | « Nous Citoyens »                                                                              | Bertrand Lescure        | 153    | 0,42       |
|             | « Lutte ouvrière - Faire entendre le camp des travailleurs »                                   | Chantal Gomez           | 100    | 0,27       |
|             | « UPR Sud-Est » Union populaire républicaine                                                   | Daniel Romani           | 81     | 0,22       |
|             | « Force Vie »                                                                                  | Jean-Marie Mure-Ravaud  | 65     | 0,18       |
|             | « Espéranto langue commune équitable pour l'Europe » Europe Démocratie Espéranto               | Monique Arnaud          | 24     | 0,07       |
|             | « Communistes »                                                                                | Christophe Ricerchi     | 9      | 0,02       |
|             | « Parti pirate Sud-Est » Parti pirate                                                          | Valérie Dagrain         | 8      | 0,02       |
|             | « Démocratie réelle »                                                                          | Éric Sanson             | 4      | 0,01       |
|             | « Parti fédéraliste européen »                                                                 | Alain Malégarie         | 3      | 0,01       |
|             | « Féministes pour une Europe solidaire »                                                       | Élisabeth Salvaresi     | 2      | 0,01       |
|             | « Une France royale au cœur de l’Europe » Alliance royale                                      | Emmanuel Guigon         | 2      | 0,01       |
|             | « Mayaud hors bords »                                                                          | Christophe Mayaud       | 2      | 0,01       |
|             | « Alliance écologiste indépendante »                                                           | Valérie Mira            | 1      | 0,00       |
|             | « Pour une Europe utile aux Français »                                                         | Aurélien Michel         | 0      | 0,00       |

#### Haute-Corse
|                  | Nombre de voix | % inscrits | % votants |
| ---------------- | -------------- | ---------- | --------- |
| Inscrits         | 123 541        | 100,00     |           |
| Abstentions      | 79 250         | 64,15      |           |
| Votants          | 44 291         | 35,85      |           |
| Bulletins blancs | 651            | 0,53       | 1,47      |
| Bulletins nuls   | 255            | 0,21       | 0,58      |
| Exprimés         | 43 385         | 35,12      | 97,95     |

| Liste Parti | Liste Parti                                                                                    | Tête de liste           | Voix   | % exprimés |
| ----------- | ---------------------------------------------------------------------------------------------- | ----------------------- | ------ | ---------- |
|             | « Pour la France, agir en Europe avec Renaud Muselier » Union pour un mouvement populaire      | Renaud Muselier         | 10 977 | 25,30      |
|             | « Régions et peuples solidaires » Régions et peuples solidaires-Parti de la nation corse       | François Alfonsi        | 9 945  | 22,92      |
|             | « Front national »                                                                             | Jean-Marie Le Pen       | 9 572  | 22,06      |
|             | « Choisir notre Europe » Parti socialiste - Parti radical de gauche                            | Vincent Peillon         | 4 615  | 10,64      |
|             | « L'Europe de la Finance, ça suffit ! Place au peuple ! » Front de gauche »                    | Marie-Christine Vergiat | 2 805  | 6,47       |
|             | « Europe Écologie » Europe Écologie Les Verts                                                  | Michèle Rivasi          | 1 765  | 4,07       |
|             | « UDI • MoDem • les Européens • Liste soutenue par François Bayrou et Jean-Louis Borloo »      | Sylvie Goulard          | 1 348  | 3,11       |
|             | « Debout la France ! ni système, ni extrêmes avec Nicolas Dupont-Aignan » Debout la République | Gerbert Rambaud         | 1 164  | 2,68       |
|             | « Nouvelle donne »                                                                             | Jean-Baptiste Coutelis  | 544    | 1,25       |
|             | « Lutte ouvrière - Faire entendre le camp des travailleurs »                                   | Chantal Gomez           | 179    | 0,41       |
|             | « Nous Citoyens »                                                                              | Bertrand Lescure        | 146    | 0,34       |
|             | « UPR Sud-Est » Union populaire républicaine                                                   | Daniel Romani           | 103    | 0,24       |
|             | « Force Vie »                                                                                  | Jean-Marie Mure-Ravaud  | 78     | 0,18       |
|             | « Espéranto langue commune équitable pour l'Europe » Europe Démocratie Espéranto               | Monique Arnaud          | 55     | 0,13       |
|             | « Parti pirate Sud-Est » Parti pirate                                                          | Valérie Dagrain         | 36     | 0,08       |
|             | « Féministes pour une Europe solidaire »                                                       | Élisabeth Salvaresi     | 27     | 0,06       |
|             | « Communistes »                                                                                | Christophe Ricerchi     | 11     | 0,03       |
|             | « Alliance écologiste indépendante »                                                           | Valérie Mira            | 10     | 0,02       |
|             | « Démocratie réelle »                                                                          | Éric Sanson             | 2      | 0,00       |
|             | « Parti fédéraliste européen »                                                                 | Alain Malégarie         | 2      | 0,00       |
|             | « Une France royale au cœur de l’Europe » Alliance royale                                      | Emmanuel Guigon         | 1      | 0,00       |
|             | « Mayaud hors bords »                                                                          | Christophe Mayaud       | 0      | 0,00       |
|             | « Pour une Europe utile aux Français »                                                         | Aurélien Michel         | 0      | 0,00       |

### Provence-Alpes-Côte d'Azur
|                  | Nombre de voix | % inscrits | % votants |
| ---------------- | -------------- | ---------- | --------- |
| Inscrits         | 7 982 510      | 100,00     |           |
| Abstentions      | 4 553 245      | 57,04      |           |
| Votants          | 3 429 265      | 42,96      |           |
| Bulletins blancs | 80 599         | 1,01       | 2,35      |
| Bulletins nuls   | 30 503         | 0,38       | 0,89      |
| Exprimés         | 3 318 163      | 41,57      | 96,76     |

| Liste Parti | Liste Parti                                                                                    | Tête de liste           | Voix    | % exprimés |
| ----------- | ---------------------------------------------------------------------------------------------- | ----------------------- | ------- | ---------- |
|             | « Front national »                                                                             | Jean-Marie Le Pen       | 485 510 | 33,21      |
|             | « Pour la France, agir en Europe avec Renaud Muselier » Union pour un mouvement populaire      | Renaud Muselier         | 340 465 | 23,29      |
|             | « Choisir notre Europe » Parti socialiste - Parti radical de gauche                            | Vincent Peillon         | 154 293 | 10,55      |
|             | « Europe Écologie » Europe Écologie Les Verts                                                  | Michèle Rivasi          | 113 343 | 7,75       |
|             | « UDI • MoDem • les Européens • Liste soutenue par François Bayrou et Jean-Louis Borloo »      | Sylvie Goulard          | 101 583 | 6,95       |
|             | « L'Europe de la Finance, ça suffit ! Place au peuple ! » Front de gauche »                    | Marie-Christine Vergiat | 94 010  | 6,43       |
|             | « Debout la France ! ni système, ni extrêmes avec Nicolas Dupont-Aignan » Debout la République | Gerbert Rambaud         | 52 349  | 3,58       |
|             | « Nouvelle donne »                                                                             | Jean-Baptiste Coutelis  | 36 929  | 2,53       |
|             | « Alliance écologiste indépendante »                                                           | Valérie Mira            | 29 995  | 2,05       |
|             | « Nous Citoyens »                                                                              | Bertrand Lescure        | 16 949  | 1,16       |
|             | « Lutte ouvrière - Faire entendre le camp des travailleurs »                                   | Chantal Gomez           | 11 425  | 0,78       |
|             | « UPR Sud-Est » Union populaire républicaine                                                   | Daniel Romani           | 6 042   | 0,41       |
|             | « Force Vie »                                                                                  | Jean-Marie Mure-Ravaud  | 5 766   | 0,39       |
|             | « Régions et peuples solidaires » Régions et peuples solidaires-Parti de la nation corse       | François Alfonsi        | 4 148   | 0,28       |
|             | « Espéranto langue commune équitable pour l'Europe » Europe Démocratie Espéranto               | Monique Arnaud          | 2 515   | 0,17       |
|             | « Parti fédéraliste européen »                                                                 | Alain Malégarie         | 2 510   | 0,17       |
|             | « Féministes pour une Europe solidaire »                                                       | Élisabeth Salvaresi     | 1 349   | 0,09       |
|             | « Parti pirate Sud-Est » Parti pirate                                                          | Valérie Dagrain         | 985     | 0,07       |
|             | « Démocratie réelle »                                                                          | Éric Sanson             | 687     | 0,05       |
|             | « Communistes »                                                                                | Christophe Ricerchi     | 526     | 0,04       |
|             | « Pour une Europe utile aux Français »                                                         | Aurélien Michel         | 297     | 0,02       |
|             | « Une France royale au cœur de l’Europe » Alliance royale                                      | Emmanuel Guigon         | 186     | 0,01       |
|             | « Mayaud hors bords »                                                                          | Christophe Mayaud       | 75      | 0,01       |

#### Alpes-de-Haute-Provence
|                  | Nombre de voix | % inscrits | % votants |
| ---------------- | -------------- | ---------- | --------- |
| Inscrits         | 126 285        | 100,00     |           |
| Abstentions      | 65 678         | 52,01      |           |
| Votants          | 60 607         | 47,99      |           |
| Bulletins blancs | 1 865          | 1,48       | 3,08      |
| Bulletins nuls   | 839            | 0,66       | 1,38      |
| Exprimés         | 57 903         | 45,85      | 95,54     |

| Liste Parti | Liste Parti                                                                                    | Tête de liste           | Voix   | % exprimés |
| ----------- | ---------------------------------------------------------------------------------------------- | ----------------------- | ------ | ---------- |
|             | « Front national »                                                                             | Jean-Marie Le Pen       | 16 098 | 27,80      |
|             | « Pour la France, agir en Europe avec Renaud Muselier » Union pour un mouvement populaire      | Renaud Muselier         | 11 761 | 20,31      |
|             | « Choisir notre Europe » Parti socialiste - Parti radical de gauche                            | Vincent Peillon         | 7 450  | 12,87      |
|             | « Europe Écologie » Europe Écologie Les Verts                                                  | Michèle Rivasi          | 6 028  | 10,41      |
|             | « L'Europe de la Finance, ça suffit ! Place au peuple ! » Front de gauche »                    | Marie-Christine Vergiat | 5 046  | 8,71       |
|             | « UDI • MoDem • les Européens • Liste soutenue par François Bayrou et Jean-Louis Borloo »      | Sylvie Goulard          | 3 817  | 6,59       |
|             | « Debout la France ! ni système, ni extrêmes avec Nicolas Dupont-Aignan » Debout la République | Gerbert Rambaud         | 2 204  | 3,81       |
|             | « Nouvelle donne »                                                                             | Jean-Baptiste Coutelis  | 1 881  | 3,25       |
|             | « Alliance écologiste indépendante »                                                           | Valérie Mira            | 1 477  | 2,55       |
|             | « Lutte ouvrière - Faire entendre le camp des travailleurs »                                   | Chantal Gomez           | 692    | 1,20       |
|             | « Nous Citoyens »                                                                              | Bertrand Lescure        | 573    | 0,99       |
|             | « Régions et peuples solidaires » Régions et peuples solidaires-Parti de la nation corse       | François Alfonsi        | 185    | 0,32       |
|             | « Force Vie »                                                                                  | Jean-Marie Mure-Ravaud  | 183    | 0,32       |
|             | « UPR Sud-Est » Union populaire républicaine                                                   | Daniel Romani           | 179    | 0,31       |
|             | « Espéranto langue commune équitable pour l'Europe » Europe Démocratie Espéranto               | Monique Arnaud          | 135    | 0,23       |
|             | « Parti fédéraliste européen »                                                                 | Alain Malégarie         | 94     | 0,16       |
|             | « Parti pirate Sud-Est » Parti pirate                                                          | Valérie Dagrain         | 39     | 0,07       |
|             | « Féministes pour une Europe solidaire »                                                       | Élisabeth Salvaresi     | 31     | 0,05       |
|             | « Démocratie réelle »                                                                          | Éric Sanson             | 27     | 0,05       |
|             | « Pour une Europe utile aux Français »                                                         | Aurélien Michel         | 2      | 0,00       |
|             | « Une France royale au cœur de l’Europe » Alliance royale                                      | Emmanuel Guigon         | 1      | 0,00       |
|             | « Communistes »                                                                                | Christophe Ricerchi     | 0      | 0,00       |
|             | « Mayaud hors bords »                                                                          | Christophe Mayaud       | 0      | 0,00       |

#### Hautes-Alpes
|                  | Nombre de voix | % inscrits | % votants |
| ---------------- | -------------- | ---------- | --------- |
| Inscrits         | 108 370        | 100,00     |           |
| Abstentions      | 57 419         | 52,98      |           |
| Votants          | 50 951         | 47,02      |           |
| Bulletins blancs | 1 758          | 1,62       | 3,45      |
| Bulletins nuls   | 633            | 0,58       | 1,24      |
| Exprimés         | 48 560         | 44,81      | 95,31     |

| Liste Parti | Liste Parti                                                                                    | Tête de liste           | Voix   | % exprimés |
| ----------- | ---------------------------------------------------------------------------------------------- | ----------------------- | ------ | ---------- |
|             | « Front national »                                                                             | Jean-Marie Le Pen       | 11 674 | 24,04      |
|             | « Pour la France, agir en Europe avec Renaud Muselier » Union pour un mouvement populaire      | Renaud Muselier         | 9 801  | 20,18      |
|             | « Choisir notre Europe » Parti socialiste - Parti radical de gauche                            | Vincent Peillon         | 6 259  | 12,89      |
|             | « Europe Écologie » Europe Écologie Les Verts                                                  | Michèle Rivasi          | 6 126  | 12,62      |
|             | « UDI • MoDem • les Européens • Liste soutenue par François Bayrou et Jean-Louis Borloo »      | Sylvie Goulard          | 4 674  | 9,63       |
|             | « L'Europe de la Finance, ça suffit ! Place au peuple ! » Front de gauche »                    | Marie-Christine Vergiat | 3 370  | 6,94       |
|             | « Debout la France ! ni système, ni extrêmes avec Nicolas Dupont-Aignan » Debout la République | Gerbert Rambaud         | 1 940  | 4,00       |
|             | « Nouvelle donne »                                                                             | Jean-Baptiste Coutelis  | 1 623  | 3,34       |
|             | « Alliance écologiste indépendante »                                                           | Valérie Mira            | 1 246  | 2,57       |
|             | « Lutte ouvrière - Faire entendre le camp des travailleurs »                                   | Chantal Gomez           | 581    | 1,20       |
|             | « Nous Citoyens »                                                                              | Bertrand Lescure        | 475    | 0,98       |
|             | « Force Vie »                                                                                  | Jean-Marie Mure-Ravaud  | 211    | 0,43       |
|             | « Espéranto langue commune équitable pour l'Europe » Europe Démocratie Espéranto               | Monique Arnaud          | 145    | 0,30       |
|             | « Régions et peuples solidaires » Régions et peuples solidaires-Parti de la nation corse       | François Alfonsi        | 135    | 0,28       |
|             | « UPR Sud-Est » Union populaire républicaine                                                   | Daniel Romani           | 127    | 0,26       |
|             | « Parti fédéraliste européen »                                                                 | Alain Malégarie         | 87     | 0,18       |
|             | « Parti pirate Sud-Est » Parti pirate                                                          | Valérie Dagrain         | 29     | 0,06       |
|             | « Démocratie réelle »                                                                          | Éric Sanson             | 28     | 0,06       |
|             | « Féministes pour une Europe solidaire »                                                       | Élisabeth Salvaresi     | 12     | 0,02       |
|             | « Mayaud hors bords »                                                                          | Christophe Mayaud       | 7      | 0,01       |
|             | « Une France royale au cœur de l’Europe » Alliance royale                                      | Emmanuel Guigon         | 5      | 0,01       |
|             | « Pour une Europe utile aux Français »                                                         | Aurélien Michel         | 3      | 0,01       |
|             | « Communistes »                                                                                | Christophe Ricerchi     | 2      | 0,00       |

#### Alpes-Maritimes
|                  | Nombre de voix | % inscrits | % votants |
| ---------------- | -------------- | ---------- | --------- |
| Inscrits         | 752 555        | 100,00     |           |
| Abstentions      | 425 100        | 56,49      |           |
| Votants          | 327 455        | 43,51      |           |
| Bulletins blancs | 6 504          | 0,86       | 1,99      |
| Bulletins nuls   | 2 504          | 0,33       | 0,76      |
| Exprimés         | 318 447        | 42,32      | 97,25     |

| Liste Parti | Liste Parti                                                                                    | Tête de liste           | Voix    | % exprimés |
| ----------- | ---------------------------------------------------------------------------------------------- | ----------------------- | ------- | ---------- |
|             | « Front national »                                                                             | Jean-Marie Le Pen       | 105 820 | 33,23      |
|             | « Pour la France, agir en Europe avec Renaud Muselier » Union pour un mouvement populaire      | Renaud Muselier         | 84 194  | 26,44      |
|             | « Choisir notre Europe » Parti socialiste - Parti radical de gauche                            | Vincent Peillon         | 29 317  | 9,21       |
|             | « UDI • MoDem • les Européens • Liste soutenue par François Bayrou et Jean-Louis Borloo »      | Sylvie Goulard          | 23 634  | 7,42       |
|             | « Europe Écologie » Europe Écologie Les Verts                                                  | Michèle Rivasi          | 21 464  | 6,74       |
|             | « L'Europe de la Finance, ça suffit ! Place au peuple ! » Front de gauche »                    | Marie-Christine Vergiat | 14 929  | 4,69       |
|             | « Debout la France ! ni système, ni extrêmes avec Nicolas Dupont-Aignan » Debout la République | Gerbert Rambaud         | 12 781  | 4,01       |
|             | « Nouvelle donne »                                                                             | Jean-Baptiste Coutelis  | 7 987   | 2,51       |
|             | « Alliance écologiste indépendante »                                                           | Valérie Mira            | 6 992   | 2,20       |
|             | « Nous Citoyens »                                                                              | Bertrand Lescure        | 3 826   | 1,20       |
|             | « Lutte ouvrière - Faire entendre le camp des travailleurs »                                   | Chantal Gomez           | 1 691   | 0,53       |
|             | « UPR Sud-Est » Union populaire républicaine                                                   | Daniel Romani           | 1 540   | 0,48       |
|             | « Force Vie »                                                                                  | Jean-Marie Mure-Ravaud  | 1 250   | 0,39       |
|             | « Régions et peuples solidaires » Régions et peuples solidaires-Parti de la nation corse       | François Alfonsi        | 684     | 0,21       |
|             | « Parti fédéraliste européen »                                                                 | Alain Malégarie         | 654     | 0,21       |
|             | « Espéranto langue commune équitable pour l'Europe » Europe Démocratie Espéranto               | Monique Arnaud          | 477     | 0,15       |
|             | « Féministes pour une Europe solidaire »                                                       | Élisabeth Salvaresi     | 335     | 0,11       |
|             | « Parti pirate Sud-Est » Parti pirate                                                          | Valérie Dagrain         | 325     | 0,10       |
|             | « Communistes »                                                                                | Christophe Ricerchi     | 193     | 0,06       |
|             | « Démocratie réelle »                                                                          | Éric Sanson             | 191     | 0,06       |
|             | « Pour une Europe utile aux Français »                                                         | Aurélien Michel         | 85      | 0,03       |
|             | « Une France royale au cœur de l’Europe » Alliance royale                                      | Emmanuel Guigon         | 57      | 0,02       |
|             | « Mayaud hors bords »                                                                          | Christophe Mayaud       | 21      | 0,01       |

#### Bouches-du-Rhône
|                  | Nombre de voix | % inscrits | % votants |
| ---------------- | -------------- | ---------- | --------- |
| Inscrits         | 1 330 854      | 100,00     |           |
| Abstentions      | 778 048        | 58,46      |           |
| Votants          | 552 806        | 41,54      |           |
| Bulletins blancs | 11 436         | 0,86       | 2,07      |
| Bulletins nuls   | 4 673          | 0,35       | 0,85      |
| Exprimés         | 536 697        | 40,33      | 97,09     |

| Liste Parti | Liste Parti                                                                                    | Tête de liste           | Voix    | % exprimés |
| ----------- | ---------------------------------------------------------------------------------------------- | ----------------------- | ------- | ---------- |
|             | « Front national »                                                                             | Jean-Marie Le Pen       | 174 458 | 32,51      |
|             | « Pour la France, agir en Europe avec Renaud Muselier » Union pour un mouvement populaire      | Renaud Muselier         | 118 946 | 22,16      |
|             | « Choisir notre Europe » Parti socialiste - Parti radical de gauche                            | Vincent Peillon         | 60 908  | 11,35      |
|             | « L'Europe de la Finance, ça suffit ! Place au peuple ! » Front de gauche »                    | Marie-Christine Vergiat | 45 109  | 8,40       |
|             | « Europe Écologie » Europe Écologie Les Verts                                                  | Michèle Rivasi          | 43 582  | 8,12       |
|             | « UDI • MoDem • les Européens • Liste soutenue par François Bayrou et Jean-Louis Borloo »      | Sylvie Goulard          | 34 993  | 6,52       |
|             | « Debout la France ! ni système, ni extrêmes avec Nicolas Dupont-Aignan » Debout la République | Gerbert Rambaud         | 16 181  | 3,01       |
|             | « Nouvelle donne »                                                                             | Jean-Baptiste Coutelis  | 13 351  | 2,49       |
|             | « Alliance écologiste indépendante »                                                           | Valérie Mira            | 10 054  | 1,87       |
|             | « Nous Citoyens »                                                                              | Bertrand Lescure        | 6 123   | 1,14       |
|             | « Lutte ouvrière - Faire entendre le camp des travailleurs »                                   | Chantal Gomez           | 4 634   | 0,86       |
|             | « UPR Sud-Est » Union populaire républicaine                                                   | Daniel Romani           | 1 936   | 0,36       |
|             | « Force Vie »                                                                                  | Jean-Marie Mure-Ravaud  | 1 860   | 0,35       |
|             | « Régions et peuples solidaires » Régions et peuples solidaires-Parti de la nation corse       | François Alfonsi        | 1 137   | 0,21       |
|             | « Espéranto langue commune équitable pour l'Europe » Europe Démocratie Espéranto               | Monique Arnaud          | 859     | 0,16       |
|             | « Parti fédéraliste européen »                                                                 | Alain Malégarie         | 858     | 0,16       |
|             | « Féministes pour une Europe solidaire »                                                       | Élisabeth Salvaresi     | 728     | 0,14       |
|             | « Démocratie réelle »                                                                          | Éric Sanson             | 292     | 0,05       |
|             | « Parti pirate Sud-Est » Parti pirate                                                          | Valérie Dagrain         | 289     | 0,05       |
|             | « Pour une Europe utile aux Français »                                                         | Aurélien Michel         | 169     | 0,03       |
|             | « Communistes »                                                                                | Christophe Ricerchi     | 155     | 0,03       |
|             | « Une France royale au cœur de l’Europe » Alliance royale                                      | Emmanuel Guigon         | 62      | 0,01       |
|             | « Mayaud hors bords »                                                                          | Christophe Mayaud       | 13      | 0,00       |

#### Var
|                  | Nombre de voix | % inscrits | % votants |
| ---------------- | -------------- | ---------- | --------- |
| Inscrits         | 774 788        | 100,00     |           |
| Abstentions      | 437 793        | 56,50      |           |
| Votants          | 336 995        | 43,50      |           |
| Bulletins blancs | 6 961          | 0,90       | 2,07      |
| Bulletins nuls   | 3 092          | 0,40       | 0,92      |
| Exprimés         | 326 942        | 42,20      | 97,02     |

| Liste Parti | Liste Parti                                                                                    | Tête de liste           | Voix    | % exprimés |
| ----------- | ---------------------------------------------------------------------------------------------- | ----------------------- | ------- | ---------- |
|             | « Front national »                                                                             | Jean-Marie Le Pen       | 114 313 | 34,96      |
|             | « Pour la France, agir en Europe avec Renaud Muselier » Union pour un mouvement populaire      | Renaud Muselier         | 82 388  | 25,20      |
|             | « Choisir notre Europe » Parti socialiste - Parti radical de gauche                            | Vincent Peillon         | 31 077  | 9,51       |
|             | « UDI • MoDem • les Européens • Liste soutenue par François Bayrou et Jean-Louis Borloo »      | Sylvie Goulard          | 23 009  | 7,04       |
|             | « Europe Écologie » Europe Écologie Les Verts                                                  | Michèle Rivasi          | 20 846  | 6,38       |
|             | « L'Europe de la Finance, ça suffit ! Place au peuple ! » Front de gauche »                    | Marie-Christine Vergiat | 16 048  | 4,91       |
|             | « Debout la France ! ni système, ni extrêmes avec Nicolas Dupont-Aignan » Debout la République | Gerbert Rambaud         | 13 083  | 4,00       |
|             | « Nouvelle donne »                                                                             | Jean-Baptiste Coutelis  | 7 019   | 2,15       |
|             | « Alliance écologiste indépendante »                                                           | Valérie Mira            | 6 688   | 2,05       |
|             | « Nous Citoyens »                                                                              | Bertrand Lescure        | 4 024   | 1,23       |
|             | « Lutte ouvrière - Faire entendre le camp des travailleurs »                                   | Chantal Gomez           | 2 170   | 0,66       |
|             | « Régions et peuples solidaires » Régions et peuples solidaires-Parti de la nation corse       | François Alfonsi        | 1 568   | 0,48       |
|             | « Force Vie »                                                                                  | Jean-Marie Mure-Ravaud  | 1 565   | 0,48       |
|             | « UPR Sud-Est » Union populaire républicaine                                                   | Daniel Romani           | 1 501   | 0,46       |
|             | « Espéranto langue commune équitable pour l'Europe » Europe Démocratie Espéranto               | Monique Arnaud          | 622     | 0,19       |
|             | « Parti fédéraliste européen »                                                                 | Alain Malégarie         | 478     | 0,15       |
|             | « Communistes »                                                                                | Christophe Ricerchi     | 137     | 0,04       |
|             | « Féministes pour une Europe solidaire »                                                       | Élisabeth Salvaresi     | 126     | 0,04       |
|             | « Parti pirate Sud-Est » Parti pirate                                                          | Valérie Dagrain         | 120     | 0,04       |
|             | « Démocratie réelle »                                                                          | Éric Sanson             | 85      | 0,03       |
|             | « Une France royale au cœur de l’Europe » Alliance royale                                      | Emmanuel Guigon         | 31      | 0,01       |
|             | « Pour une Europe utile aux Français »                                                         | Aurélien Michel         | 25      | 0,01       |
|             | « Mayaud hors bords »                                                                          | Christophe Mayaud       | 19      | 0,01       |

#### Vaucluse
|                  | Nombre de voix | % inscrits | % votants |
| ---------------- | -------------- | ---------- | --------- |
| Inscrits         | 394 544        | 100,00     |           |
| Abstentions      | 214 546        | 54,38      |           |
| Votants          | 179 998        | 45,62      |           |
| Bulletins blancs | 4 695          | 1,19       | 2,61      |
| Bulletins nuls   | 1 915          | 0,49       | 1,06      |
| Exprimés         | 173 388        | 43,95      | 96,33     |

| Liste Parti | Liste Parti                                                                                    | Tête de liste           | Voix   | % exprimés |
| ----------- | ---------------------------------------------------------------------------------------------- | ----------------------- | ------ | ---------- |
|             | « Front national »                                                                             | Jean-Marie Le Pen       | 63 147 | 36,42      |
|             | « Pour la France, agir en Europe avec Renaud Muselier » Union pour un mouvement populaire      | Renaud Muselier         | 33 375 | 19,25      |
|             | « Choisir notre Europe » Parti socialiste - Parti radical de gauche                            | Vincent Peillon         | 19 282 | 11,12      |
|             | « Europe Écologie » Europe Écologie Les Verts                                                  | Michèle Rivasi          | 15 297 | 8,82       |
|             | « UDI • MoDem • les Européens • Liste soutenue par François Bayrou et Jean-Louis Borloo »      | Sylvie Goulard          | 11 456 | 6,61       |
|             | « L'Europe de la Finance, ça suffit ! Place au peuple ! » Front de gauche »                    | Marie-Christine Vergiat | 9 508  | 5,48       |
|             | « Debout la France ! ni système, ni extrêmes avec Nicolas Dupont-Aignan » Debout la République | Gerbert Rambaud         | 6 160  | 3,55       |
|             | « Nouvelle donne »                                                                             | Jean-Baptiste Coutelis  | 5 068  | 2,92       |
|             | « Alliance écologiste indépendante »                                                           | Valérie Mira            | 3 538  | 2,04       |
|             | « Nous Citoyens »                                                                              | Bertrand Lescure        | 1 928  | 1,11       |
|             | « Lutte ouvrière - Faire entendre le camp des travailleurs »                                   | Chantal Gomez           | 1 657  | 0,96       |
|             | « UPR Sud-Est » Union populaire républicaine                                                   | Daniel Romani           | 759    | 0,44       |
|             | « Force Vie »                                                                                  | Jean-Marie Mure-Ravaud  | 697    | 0,40       |
|             | « Régions et peuples solidaires » Régions et peuples solidaires-Parti de la nation corse       | François Alfonsi        | 439    | 0,25       |
|             | « Parti fédéraliste européen »                                                                 | Alain Malégarie         | 339    | 0,20       |
|             | « Espéranto langue commune équitable pour l'Europe » Europe Démocratie Espéranto               | Monique Arnaud          | 277    | 0,16       |
|             | « Parti pirate Sud-Est » Parti pirate                                                          | Valérie Dagrain         | 183    | 0,11       |
|             | « Féministes pour une Europe solidaire »                                                       | Élisabeth Salvaresi     | 117    | 0,07       |
|             | « Démocratie réelle »                                                                          | Éric Sanson             | 64     | 0,04       |
|             | « Communistes »                                                                                | Christophe Ricerchi     | 39     | 0,02       |
|             | « Une France royale au cœur de l’Europe » Alliance royale                                      | Emmanuel Guigon         | 30     | 0,02       |
|             | « Mayaud hors bords »                                                                          | Christophe Mayaud       | 15     | 0,01       |
|             | « Pour une Europe utile aux Français »                                                         | Aurélien Michel         | 13     | 0,01       |

### Rhône-Alpes
|                  | Nombre de voix | % inscrits | % votants |
| ---------------- | -------------- | ---------- | --------- |
| Inscrits         | 4 265 271      | 100,00     |           |
| Abstentions      | 2 426 449      | 56,89      |           |
| Votants          | 1 838 822      | 43,11      |           |
| Bulletins blancs | 46 221         | 1,08       | 2,51      |
| Bulletins nuls   | 16 357         | 0,38       | 0,89      |
| Exprimés         | 1 776 244      | 41,64      | 96,60     |

| Liste Parti | Liste Parti                                                                                    | Tête de liste 2e sur la liste Candidats notables | Voix    | % exprimés | Sièges |
| ----------- | ---------------------------------------------------------------------------------------------- | ------------------------------------------------ | ------- | ---------- | ------ |
|             | « Front national »                                                                             | Jean-Marie Le Pen                                | 431 041 | 24,27      |        |
|             | « Pour la France, agir en Europe avec Renaud Muselier » Union pour un mouvement populaire      | Renaud Muselier                                  | 381 834 | 21,50      |        |
|             | « Choisir notre Europe » Parti socialiste - Parti radical de gauche                            | Vincent Peillon                                  | 232 293 | 13,08      |        |
|             | « Europe Écologie » Europe Écologie Les Verts                                                  | Michèle Rivasi                                   | 192 324 | 10,83      |        |
|             | « UDI • MoDem • les Européens • Liste soutenue par François Bayrou et Jean-Louis Borloo »      | Sylvie Goulard                                   | 175 699 | 9,89       |        |
|             | « L'Europe de la Finance, ça suffit ! Place au peuple ! » Front de gauche »                    | Marie-Christine Vergiat                          | 98 952  | 5,57       |        |
|             | « Debout la France ! ni système, ni extrêmes avec Nicolas Dupont-Aignan » Debout la République | Gerbert Rambaud                                  | 75 534  | 4,25       |        |
|             | « Nouvelle donne »                                                                             | Jean-Baptiste Coutelis                           | 66 452  | 3,74       |        |
|             | « Alliance écologiste indépendante »                                                           | Valérie Mira                                     | 41 147  | 2,32       |        |
|             | « Nous Citoyens »                                                                              | Bertrand Lescure                                 | 32 390  | 1,82       |        |
|             | « Lutte ouvrière - Faire entendre le camp des travailleurs »                                   | Chantal Gomez                                    | 18 168  | 1,02       |        |
|             | « Force Vie »                                                                                  | Jean-Marie Mure-Ravaud                           | 8 266   | 0,47       |        |
|             | « UPR Sud-Est » Union populaire républicaine                                                   | Daniel Romani                                    | 7 639   | 0,43       |        |
|             | « Régions et peuples solidaires » Régions et peuples solidaires-Parti de la nation corse       | François Alfonsi                                 | 3 565   | 0,20       |        |
|             | « Parti fédéraliste européen »                                                                 | Alain Malégarie                                  | 3 349   | 0,19       |        |
|             | « Espéranto langue commune équitable pour l'Europe » Europe Démocratie Espéranto               | Monique Arnaud                                   | 3 304   | 0,19       |        |
|             | « Féministes pour une Europe solidaire »                                                       | Élisabeth Salvaresi                              | 1 993   | 0,11       |        |
|             | « Parti pirate Sud-Est » Parti pirate                                                          | Valérie Dagrain                                  | 1 101   | 0,06       |        |
|             | « Démocratie réelle »                                                                          | Éric Sanson                                      | 681     | 0,04       |        |
|             | « Communistes »                                                                                | Christophe Ricerchi                              | 225     | 0,01       |        |
|             | « Une France royale au cœur de l’Europe » Alliance royale                                      | Emmanuel Guigon                                  | 208     | 0,01       |        |
|             | « Pour une Europe utile aux Français »                                                         | Aurélien Michel                                  | 58      | 0,00       |        |
|             | « Mayaud hors bords »                                                                          | Christophe Mayaud                                | 21      | 0,00       |        |

## Sondages
|            |                       |             | Tour unique | Tour unique | Tour unique | Tour unique | Tour unique     | Tour unique    | Tour unique | Tour unique | Tour unique       | Tour unique  | Tour unique | Tour unique | Tour unique |
| ---------- | --------------------- | ----------- | ----------- | ----------- | ----------- | ----------- | --------------- | -------------- | ----------- | ----------- | ----------------- | ------------ | ----------- | ----------- | ----------- |
| Institut   | Date                  | Échantillon | Gomez LO    | NPA         | Vergiat FG  | Rivasi EELV | Alfonsi RPS-PNC | Peillon PS/PRG | Coutelis ND | Lepage RC   | Goulard UDI-MoDem | Muselier UMP | Rambaud DLR | Le Pen FN   | Autres      |
| Institut   | Date                  | Échantillon |             |             |             |             |                 |                |             |             |                   |              |             |             |             |
| OpinionWay | 19 au 21 février 2014 | 1052        | -           | 2 %         | 9 %         | 9 %         | -               | 15 %           | -           | -           | 8 %               | 25 %         | 3 %         | 26 %        | 3 %         |
| Ifop       | 23 au 28 avril 2014   | 772         | 1 %         | 2 %         | 7 %         | 11 %        | 1,5 %           | 13 %           | 1,5 %       | 1 %         | 8,5 %             | 28 %         | 2,5 %       | 23 %        | -           |